# Sirba octet
Sirba octet est un groupe français de klezmer.

## Histoire
Fondé en 2004 par le violoniste Richard Schmoucler, l'ensemble fait paraître un premier album, Un violon sur les toits de Paris, en 2005. Il sort en 2008 son deuxième album avec le label Naïve (Du Shtetl a New York), après le disque A Yiddishe Mame. Formé de 8 musiciens pour la plupart issus de l'Orchestre de Paris (Richard Schmoucler, Christian Brière,  Philippe Berrod, Bernard Cazauran, Iurie Morar, Laurent Boukobza, David Gaillard et Claude Giron), l'ensemble collabore avec la chanteuse Isabelle Georges. Invités par les plus grands festivals classiques en France, il se produit en 2007 au Festival d'Essaouira, au Maroc, ainsi que dans de nombreux concerts en province. 
Pour la rentrée 2009, il présente un nouveau programme avec orchestre symphonique : Yiddish Rhapsody, enregistré en avril 2009 à Pau, avec Isabelle Georges et l'Orchestre de Pau Pays de Béarn, dirigé par Fayçal Karoui. Ce troisième album est publié en octobre 2009 (Naïve). L'ensemble reçoit le Prix de l'Association Européenne pour la Culture Juive (2006) et plusieurs récompenses discographiques[évasif].
En 2012, ils revisitent le répertoire de Catherine Lara pour le disque Au cœur de l'âme yiddish. En 2013, ils accompagnent la musicienne sur scène pour deux concerts à l'Alhambra (Paris) à Paris et pour un concert en banlieue parisienne. En 2015, un album sort sous le titre Tantz! Klezmer and Gipsy Music.

## Discographie
- 2005 : Un violon sur les toits de Paris
- 2007 : A Yiddishe Mame (Naïve Records, Ambroisie)
- 2008 : From the Shtetl to New York (avec Isabelle Georges)
- 2009 : Yiddish Rhapsody, avec Isabelle Georges (Naïve Records, Ambroisie)
- 2012 : Au cœur de l'âme yiddish, avec Catherine Lara
- 2015 : Tantz! Klezmer and Gipsy Music (La Dolce Volta)
- 2018 : Sirba Orchestra! Russian, Klezmer and Yiddish Music (Deutsche Grammophon)